# Ribeira da Lombega
A Ribeira da Lombega é um curso de água português localizado na freguesia de Castelo Branco, aldeia da Lombega, Concelho de Horta, ilha do Faial, arquipélago dos Açores.
Este curso de água tem origem a uma cota de altitude de cerca de 930 metros nos contrafortes da Lomba de Baixo.
A sua bacia hidrográfica, procede assim à drenagem de parte dos contrafortes da Lomba de Baixo, mas também de parte do Cabeço Redondo e da Serra da Feteira que ao longo do seu percurso atravessa.
Depois de receber um afluente cujas águas têm origem a altitudes que rondam os 800 e os 700 metros, com origem na Serra da Feteira, segue para o Oceano Atlântico entre o promontório da Ponta do Castelo Branco e a Ponta do Varadouro.